# Aeció (pintor)
Aeció (llatí: Aetion, en grec antic: Ἀετίων) fou un pintor grec esmentat per Llucià de Samòsata, qui dona una descripció molt detallada d'una de les seves pintures on es representava el casament d'Alexandre el Gran i Roxana.
La pintura va causar tanta admiració quan es va exposar als Jocs Olímpics que Proxènides, un dels jutges, va donar a l'artista la seva filla en matrimoni. S'ha suposat que vivia a l'època d'Alexandre, i hom l'ha confós amb el pintor i escultor Equíon, però les paraules de Llucià mostren que devia viure en temps de l'emperador Hadrià i dels Antonins.